# Albert Mansour
Pour les articles homonymes, voir Mansour.
Albert Mansour est un homme politique libanais.

## Biographie
Après un passage éphémère au Parti Démocratique Libanais de Joseph Moghaizel (à ne pas confondre avec l’actuel Parti démocratique libanais de Talal Arslane) en 1969 et au début des années 1970, il est élu député grec-catholique de Baalbeck-Hermel en 1972.
Il prend part active aux négociations de l’accord de Taëf en Arabie saoudite en 1989 ce qui lui vaut d’être nommé cette année-là ministre de la Défense au gouvernement de Salim El-Hoss, le premier du mandat d’Elias Hraoui.
C’est lors de son passage au ministère que les troupes libanaises dirigées par le général Émile Lahoud et l’armée syrienne attaquent le palais présidentiel de Baabda, le 13 octobre 1990, pour déloger le général Michel Aoun, qui refusait de reconnaître la légitimité des autorités issues de Taëf.
Il devient ensuite ministre de l’Information dans le gouvernement de Omar Karamé entre 1990 et 1992.
Il échoue aux élections législatives de 1992 et dénonce les irrégularités qui ont entaché ce scrutin et le non-respect de l’esprit de Taëf. Il publie un livre, Le Putsch contre Taëf, dans lequel il dénonce le dévoiement de cet accord.
Opposé à Rafiq Hariri, critique à l’égard des Syriens sans pour autant couper définitivement les ponts avec eux, il s’affiche comme proche allié de Omar Karamé. En 2004, il forme avec Karamé, Salim El-Hoss, Boutros Harb, Nayla Moawad et Hussein Husseini, le Front National pour la Réforme. Ce groupe politique éphémère fut dissous en octobre 2004, quand Omar Karamé est nommé Premier ministre. Albert Mansour revient au gouvernement, comme ministre d’Etat sans portefeuille.
Malgré son positionnement politique et son retour au camp prosyrien, il n’est pas pris par le Hezbollah et par les alliés de la Syrie sur la liste électorale à Baalbeck-Hermel. Il échoue en 2005, pour la quatrième fois d’affilée, à retrouver son siège de député.